# Nina Ngueleu
Nina Soufiya Ngueleu, née le 11 décembre 2004 au Yaoundé, est une footballeuse internationale camerounaise évoluant au poste d'attaquant. Formée à Paris Saint-Germain, elle joue en ligue 1 à Montpellier Hérault Sport Club depuis 2023.

## Biographie

### Origines et Enfance
Soufiya Nina Ngueleu naît le 11 décembre 2004 à Yaoundé au Cameroun. Elle grandit à Ngallandans la ville de Mbalmayo, où elle apprend à jouer au football à travers les cadeaux de ballon de son père pendant les fêtes de Noël dans son enfance. 

### Parcours en club
Elle est formée au FC Paris Saint-Germain, elle y joue  18 matchs et inscrit 15 buts entre 2020 et 2022 avec l'équipe junior. Elle rejoint, par la suite, Montpellier en 2023.

### En sélection
Elle est convoquée en équipe du Cameroun de football féminine, pour la première fois,  dans le cadre des barrages de la Coupe du monde féminine Australie-Nouvelle Zélande de 2023,.